# درآشامان
دَرآشامان یا صدف‌های درآشام (نام علمی: Sorbeoconcha) نام یک راسته از فراراسته تازه‌شکم‌پایان است.